# Philip Hanson
Philip Hanson (Sunningdale, Berkshire, 5 de juliol de 1999) és un pilot d'automobilisme britànic que actualment competeix al Campionat Mundial de Resistència de la Fédération Internationale de l'Automobile i l'European Le Mans Series amb l'equip United Autosports.
En els seus primers anys com a pilot d'automobilisme, va competir en curses de kàrting al Regne Unit. A diferència de molts altres pilots joves, es va dedicar als automòbils esportius i les curses de GT, sense haver participat abans en curses de cotxes de rodes obertes. El 2015 va guanyar el Campionat Nacional Junior X30 Super 1.